# L'uomo delle grandi pianure
L'uomo delle grandi pianure (Hawken's Breed) è un film del 1987, scritto, diretto e co-prodotto da Charles B. Pierce.

## Trama
Hawken è un cacciatore del Tennessee che si innamora di una ragazza indiana e con lei attraversa mille pericoli.